# Dubčany
Dubčany (in tedesco Dubtschan) è un comune della Repubblica Ceca facente parte del distretto di Olomouc, nella regione di Olomouc.